# 4-політоп
| {3,3,3}                            | {3,3,4}                                   | {4,3,3}                     |
| ---------------------------------- | ----------------------------------------- | --------------------------- |
| П'ятикомірник 4-симплекс           | Шістнадцятикомірник Ортоплекс 4-ортоплекс | Тесеракт 4-куб              |
| {3,4,3}                            | {5,3,3}                                   | {3,3,5}                     |
| Октаплекс Двадцятичотирьохкомірник | Додекаплекс Стодвадцятикомірник           | Тетраплекс Шестисоткомірник |

4-політоп або чотиривимірний політоп — політоп у чотиривимірному просторі. Зв'язана замкнута фігура, що складається з політопів меншої розмірності — вершин, ребер, граней (многокутників) та комірок (тривимірних многогранників). Кожна грань належить рівно двом коміркам.
Двовимірним відповідником 4-політопа є многокутник, а тривимірним — тривимірний многогранник.
Топологічно 4-політопи тісно пов'язані з однорідними стільниками, такими як кубічний стільник, що замощує тривимірний простір. Подібно тривимірний куб пов'язаний із нескінченним двовимірним квадратним паркетом. Опуклі 4-політопи можна розрізати та розгорнути у вигляді розгорток у тривимірному просторі.

## Визначення
4-політоп є замкнутою чотиривимірною фігурою. Він складається з вершин (кутових точок), ребер, граней і комірок. Комірка — тривимірний відповідник грані і є тривимірним многогранником. Кожна двовимірна грань повинна з'єднувати рівно дві комірки, аналогічно тому, як ребро тривимірного многогранника з'єднує рівно дві грані. Подібно до інших політопів, елементи 4-політопа не можна розділити на дві або більше множин, які також є 4-політопами, тобто він не є складеним.

Найвідомішим 4-політопом є тесеракт (гіперкуб), чотиривимірний відповідник куба.

## Візуалізація
| Зріз     | Зріз            | Розгортка       |
| -------- | --------------- | --------------- |
|          |                 |                 |
| Проєкції |                 |                 |
| Шлегель  | 2D ортогональна | 3D ортогональна |
|          |                 |                 |

4-політопи неможливо уявити в тривимірному просторі через зайву розмірність. Для візуалізації використовують низку технік.
Ортогональна проєкція
Ортогональні проєкції можна використовувати для показу різних симетрій 4-політопа. Проєкції можна подати у вигляді двовимірних графів, а можна — у вигляді тривимірних тіл як проєктивних оболонок.
Перспективна проєкція
Так само, як тривимірні фігури можна спроєктувати на плоский аркуш, чотиривимірні фігури можна спроєктувати в тривимірний простір або навіть на площину. Найпоширенішим видом проєкції є діаграма Шлегеля, що використовує стереографічну проєкцію точок на поверхню 3-сфери в тривимірному просторі, з'єднаних у тривимірному просторі прямими ребрами, гранями та комірками.
Зріз
Так само, як розріз многогранника виявляє поверхню розрізу, зріз 4-політопа дає «гіперповерхню» в тривимірному просторі. Послідовність таких зрізів можна використати для розуміння будови всієї фігури. Зайву розмірність можна прирівняти до часу для утворення анімації цих перерізів.
Розгортки
Розгортка 4-політопа складається зі многогранних комірок, з'єднаних гранями і розташованих у тривимірному просторі, так само, як многокутні грані розгортки тривимірного многогранника з'єднані ребрами і розташовуються всі в одній площині.

## Топологічні характеристики

Тесеракт у вигляді діаграми Шлегеля

Топологія будь-якого заданого 4-політопа визначається його числами Бетті та коефіцієнтами закруту.
Значення ейлерової характеристики, що використовується для характеристики многогранників, не узагальнюється належним чином на вищі розмірності і дорівнює нулю для всіх 4-політопів, якою б не була нижча топологія. Ця невідповідність ейлерової характеристики для достеменного розрізнення топологій у високих розмірностях веде до появи більш витончених чисел Бетті.
Подібно, поняття орієнтованості многогранника недостатньо для характеристики закруту поверхонь тороїдальних многогранників, що приводить до використання коефіцієнтів закруту.

## Класифікація

### Критерії
4-політопи можна класифікувати за властивостями, такими як «опуклість» і «симетрія».
- 4-політоп є опуклим, якщо його межі (включно з комірками, (тривимірними) гранями та ребрами) не перетинають себе (в принципі, грані політопа можуть проходити всередині оболонки) і відрізки, що з'єднують будь-які дві точки 4-політопа, містяться повністю всередині нього. В іншому випадку політоп вважають неопуклим. 4-політопи, що самоперетинаються, відомі також як зірчасті політопи за аналогією зі схожими на зірки формами неопуклих многогранників Кеплера — Пуансо.
- 4-політоп є правильним, якщо він транзитивний відносно його прапорів. Це означає, що всі його комірки є конгруентними правильними многогранниками, а також його вершинні фігури конгруентні іншому виду правильних многогранників.
- Опуклий 4-політоп є напівправильним, якщо він має групу симетрії, за якої всі вершини еквівалентні (вершинно-транзитивні) і комірки є правильними многогранниками. Комірки можуть бути двох і більше видів, за умови, що вони мають один і той же вид граней. Існує лише 3 таких фігури, які 1900 року знайшов Торолд Госсет[en]: всезрізаний п'ятикомірник, всезрізаний шестисоткомірник[en] і кирпатий двадцятичотирьохкомірник.
- 4-політоп є однорідним, якщо він має групу симетрії, за якої всі вершини еквівалентні та комірки є однорідними многогранниками. Грані (2-вимірні) однорідного 4-політопа повинні бути правильними многокутниками.
- 4-політоп є рівнореберним політопом[en][4], якщо він вершинно-транзитивний і має ребра однієї довжини. Тобто дозволяються неоднорідні комірки, наприклад, опуклі многогранники Джонсона.
- Про правильний 4-політоп, що є до того ж опуклим, кажуть як про правильний опуклий 4-політоп[en].
- 4-політоп є призматичним, якщо він являє собою прямий добуток двох і більше многогранників меншої розмірності. Призматичний 4-політоп є однорідним, якщо його співмножники у прямому добутку однорідні. Гіперкуб є призматичним (добуток двох квадратів або куба і відрізка), але розглядається окремо, оскільки він має вищу симетрію, ніж симетрії, успадковані від співмножників.
- Мозаїка або стільники в тривимірному просторі — це розклади тривимірного евклідового простору на повторювану ґратку[en] многогранних комірок. Такі мозаїки або замощення нескінченні і не обмежені «4D»-об'ємом, тому є прикладами нескінченних 4-політопів. Однорідна мозаїка тривимірного простору — це мозаїка, в якій вершини конгруентні і пов'язані кристалографічною групою, а комірки є однорідними многогранниками.

### Класи
Наведемо список різних категорій 4-політопів, класифікований згідно з викладеними вище критеріями:
Однорідний 4-політоп (вершинно-транзитивний).

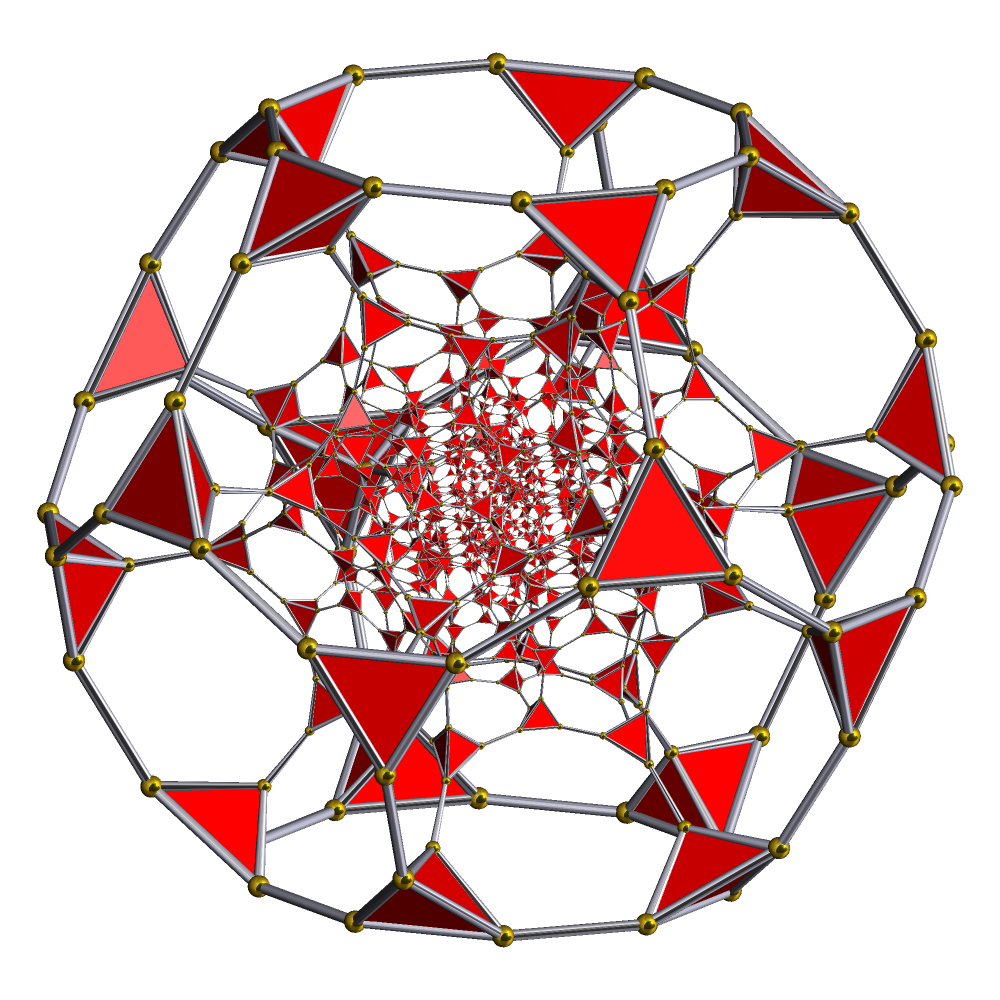
— один із 47 опуклих непризматичних однорідних 4-політопів

- Опуклі однорідні 4-політопи (64 + два нескінченних сімейства)
  - 47 непризматичних опуклих однорідних 4-політопи включають:
    - 6 правильних 4-політопів[en].

  - Призматичні однорідні політопи[en]:
    - {} × {p, q} : 18 многогранних призм[en] (включно з кубічними гіперпризмами, правильними гіперкубами);
    - Призми, побудовані на антипризмах (нескінченне сімейство);
    - {p} × {q} : дуопризми[en] (нескінченне сімейство)
- Неопуклі однорідні 4-політопи (10 + невідомо): Величний великий стодвадцятикомірник[en], що має 600 вершин, є найбільшим із 10 правильних 4-політопів

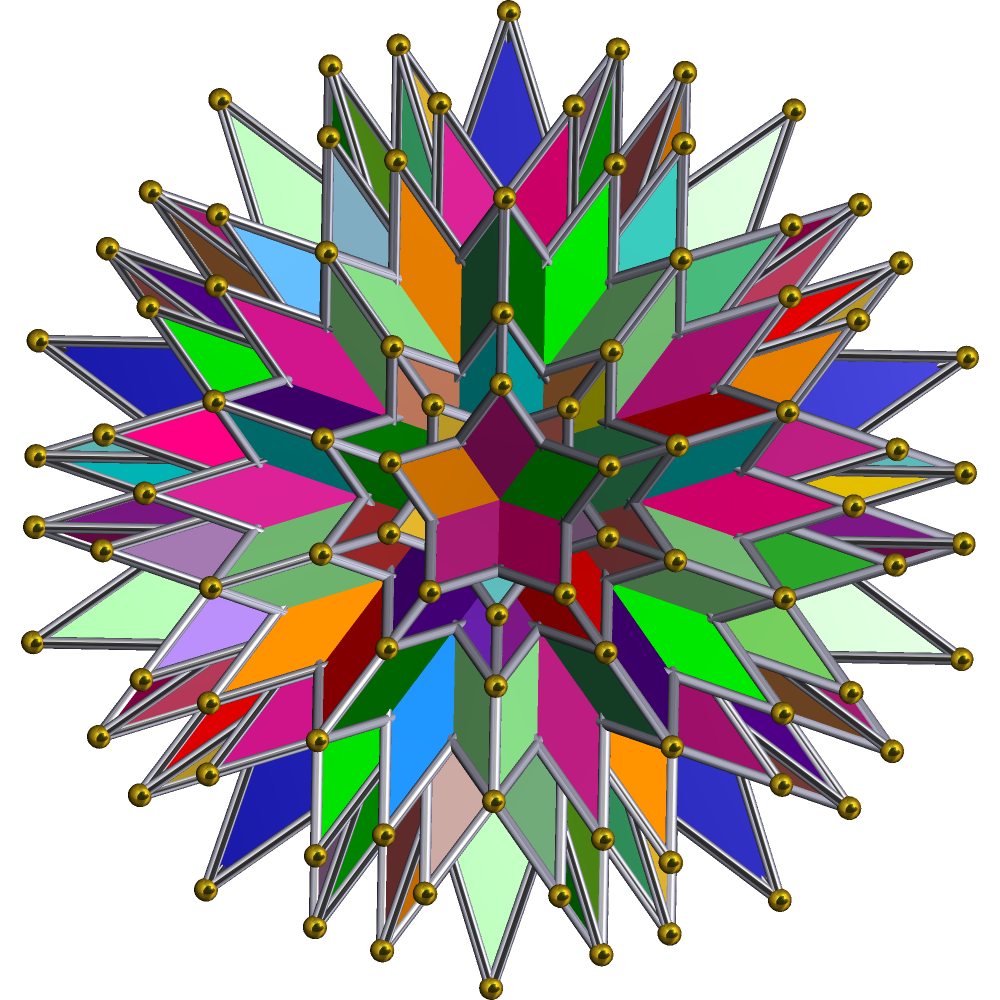
, що має 600 вершин, є найбільшим із 10 правильних 4-політопів

  - 10 (правильних) многогранників Шлефлі — Гесса[en];
  - 57 гіперпризм, побудованих на неопуклих однорідних многогранниках;
  - Невідома кількість неопуклих однорідних 4-політопів — Норман Джонсон[en] та інші співавтори знайшли 1849 многогранників (опуклих і зірчастих); усі вони побудовані на вершинних фігурах за допомогою програми Stella4D[en][5].

Інші опуклі 4-політопи:
- Многогранна піраміда[en];
- Многогранна призма[en].

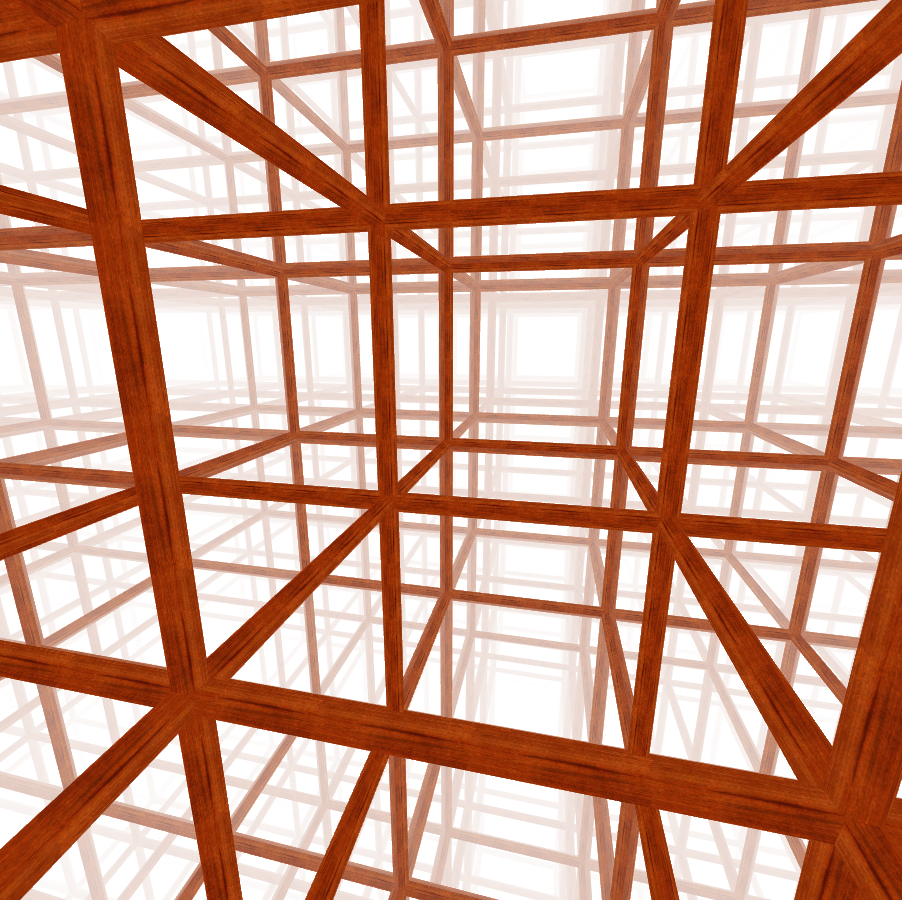
Правильний кубічний стільник — єдиний правильний нескінченний 4-політоп у евклідовому тривимірному просторі

Нескінченні однорідні 4-політопи в евклідовому 3-вимірному просторі (однорідні замощення опуклими однорідними комірками):
- 28 опуклих однорідних стільників[en] (однорідних опуклих замощень), зокрема:
  - 1 правильне замощення, кубічний стільник[en]: {4,3,4}.

Нескінченні однорідні 4-політопи гіперболічного тривимірного простору (однорідні замощення опуклими однорідними комірками):
- 76 вітгофових опуклих однорідних стільників у гіперболічному просторі[en], зокрема:
  - 4 правильних замощення компактного гіперболічного тривимірного простору[en]: {3,5,3}, {4,3,5}, {5,3,4}, {5,3,5}.

Двоїсті однорідні 4-політопи (комірко-транзитивні):
- 41 унікальний двоїстий однорідний 4-політоп;
- 17 унікальних двоїстих однорідних многогранних призм;
- нескінченне сімейство двоїстих опуклих однорідних дуопризм (з неправильними тетраедричними комірками);
- 27 унікальних двоїстих однорідних стільників, зокрема:
  - Ромбічний додекаедричний стільник[en] ;
  - Рівногранний тетраедричний стільник[en].

Інші:
- Структура Вейра — Фелана[en] періодичного стільника з неправильними комірками, що заповнює простір.

Абстрактні правильні 4-політопи:
- Одинадцятикомірник
- П'ятдесятисемикомірник[en]

Одинадцятикомірник — абстрактний правильний 4-політоп, що існує в дійсній проєктивній площині. Його можна уявити, намалювавши його 11 напівікосаедричних вершин і комірок у кольорі.

Ці категорії включають лише 4-політопи з високим ступенем симетрії. Можливе існування багатьох інших 4-політопів, але їх не вивчали настільки інтенсивно, як перелічені вище.